# Edda Művek
Az Edda Művek Fonogram életműdíjas magyar rockegyüttes, mely Miskolcról indult. Elődje 1973-ban alakult, még Griff néven, majd 1974-től Edda néven folytatták. A kezdetben egyetemisták által alapított hobbizenekarból a frontemberré előlépő Pataky Attila közreműködésével összeállt egy profi, Miskolc akkori legjobb zenészeit tagjai közt tudó együttes, mely később felvette az Edda Művek nevet. A zenekar nevében a „művek” szó azt szimbolizálja, hogy az együttes Miskolcon, egy tipikus északkelet-magyarországi iparvárosban – az „acélvárosban” – kezdte a pályafutását. A lemezeladást nézve Magyarország egyik legsikeresebb rockcsapata lett.[forrás?] 1983 végére a zenekar széthullott, helyette új zenészekkel indult újra Pataky vezetésével, de már Budapestről.

## Történet

### A kezdetek (1973–1977)
Két miskolci egyetemista, Halász József (zenekarvezető, dobok) és Ferenczi Zoltán (szólógitár) már 1972-ben megkíséreltek létrehozni egy együttest, de erre csak 1973-ban került sor, amikor létrejött a Griff, az Edda elődje. A zenekarnak nem volt kifejezett irányvonala, mindenféle zenét játszottak, amit csak a közönség hallani szeretett volna. Az egyetemi E/6-os kollégium próbatermében kezdtek el játszani, majd nemsokára az egyetemi Boci bárban (ma Rockwell Klub) léptek fel. A kollégium pincéjét próbateremnek rendezték be, a felszerelés nagy részét az egyetemi KISZ-szervezet kulturális bizottságától kapták. Népszerűségük hamar felfelé ívelt: bálokba, ötórai teákra, műsoros estekre hívták őket, és nemcsak a városban, hanem szerte Borsod-Abaúj-Zemplén megyében. Nem voltak hosszú távú terveik, mindössze az volt a céljuk, hogy az ösztöndíj mellé némi plusz jövedelmet szerezzenek. A zenekar harmadik állandó tagja Beély Katalin lett, Ferenczi Zoltán akkori barátnője, aki csellón játszott, ezért lett ő a basszusgitáros.
Néhány hónap elteltével úgy tűnt, hogy nem volt szerencsés a zenekar névválasztása. A három tag ekkor sorshúzással kívánt dönteni: a Griff mellett a Falatrax néven gondolkodtak, de Ferenczi Zoltán talált egy könyvet édesapjának a könyvei közt, melynek címe alapján lettek végül Edda. (Érdekesség, hogy Riskó Géza "Edda Művek" című könyvében a név eredetére egyéb magyarázatok is találhatóak. Beély Katalin azt mondta el itt, hogy Halász József apósának a könyvei közt volt, másutt pedig az szerepel, hogy Halász Józsefné Miklós Rózsa talált rá a nevezett könyvre egy antikváriumban). Edda névvel az óizlandi-germán irodalomnak két nagy fontosságú alkotását jelölik. Ezek mitológiai és hősi énekek, mondai dalok, de van köztük drámai párbeszéd és tanító darab is. A régebbi a verses Edda-dalok gyűjteménye, a másik az úgynevezett „ifjabb Edda”, melyet Gábor Ignác fordított magyarra. A névválasztásból majdnem botrány lett, ugyanis a kulturális pártbizottságról „leszóltak”, hogy ezzel a névvel nem játszhatnak tovább, mivel Benito Mussolini lányát is így hívták. A vita úgy ért véget, hogy bemutatták az Edda-dalok című könyvet, s sikeresen érveltek az új nevük mellett.
A megalakulást követően számtalan tagcsere volt, melyeket alig lehet nyomon követni. Első énekesük Zsiga Zoltán volt (tőle alkoholproblémái miatt váltak meg), majd Fodor Attila (Foci), kiválásával - bevonult katonának - Pataky Attila. A Miskolci Egyetem E/6-os kollégiumának pincehelyiségében tartott meghallgatásán dőlt el, hogy beválasztják. Nem sokkal később egy billentyűssel bővültek, Fancsik Zoltán személyében, akit nem sokkal később Deák Ákos váltott. Pataky Attila kivételes személynek számított, aki a zenekarba kerülése után hamarosan húzóember lett a csapatban, és félbeszakadt sportpályafutása után - középtávfutó volt, amit egészségügyi problémái miatt nem folytathatott - élethivatásának tekintette a zenélést. Az ő biztatására a vidéki zenekarok közül az elsők között megszerezték az ORI-vizsgát, de még ekkor is hihetetlennek tűnt, hogy az Edda egyszer országosan ismert zenekar lehet. A záróvizsgákkal az alapító tagok válaszút elé kerültek. A diplomához közeledve világossá vált, hogy nem bírják már a felgyorsult tempót, számukra véget ért az Edda. Beély Katalin, az együttes egyetlen női tagja később rádiós szerkesztő lett. 1974 őszén Halász József Zalaegerszegre költözött, de még előtte átadta Pataky Attilának a zenekar vezetését. A zenekar nevének tulajdonjoga feleségére szállt át, aki ezt később Patakynak adta át, ő pedig levédette.
1977-ig élénk zenészvándorlás volt az Eddánál. A zenekar tagjai voltak ebben az időszakban Szepcsik József (Sucu) dobos, Róna György basszusgitáros és Aranyosi György billentyűs. Pataky mellett rövid ideig egy másik énekes, Darázs István is tagja volt a csapatnak. Miután Szepcsik József bevonult katonának, a helyére Csapó György került a Reflexből. Csapó volt akkoriban az egyetlen ORI vizsgás zenész, ráadásul szintén Amati dobfelszerelésen játszott, mint Sucu. Szepcsik bevonult katonának, majd leszerelt, de nem tért vissza a csapathoz, évekkel később épp Darázs Istvánnal játszott egy zenekarban, amikor hirtelen meghalt leukémiában. Elődje, Halász József szintén rákban hunyt el 1980-ban, az ő emlékére íródott 1985-ben az Emlékezni (egy régi jó barátra) című dal.

### A „bakancsos” Edda (1977–1983)

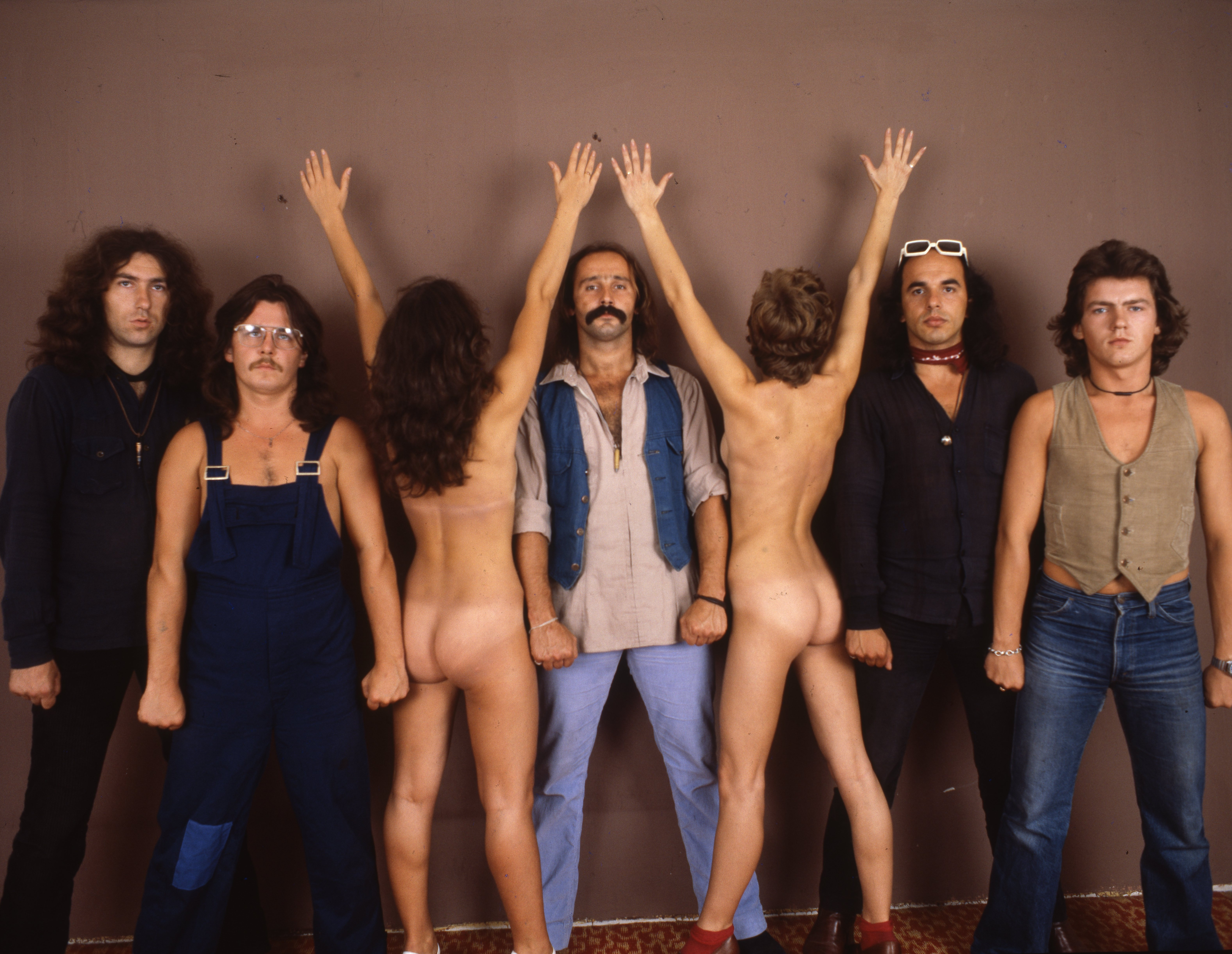
Az Edda Művek tagjai 1979-ben, balról: Zselencz László, Csapó György, Pataky Attila, Slamovits István, Barta Alfonz

1977-ben kereste fel Pataky a Budapesten albérletben élő Slamovits Istvánt, akinek épp akkor szűnt meg előző zenekara. Mindkettőjüknek határozott elképzelése volt, új útra lépnek, stílust váltanak, a kemény rock felé fordulnak. Ennek érdekében változtattak a néven is, innentől lettek Edda Művek. A miskolci zenekarokból kiválogatták a legjobb zenészeket, amolyan szupercsapatot hozva ezzel létre. Céljuk az országos siker elérése volt, ennek érdekében emberfeletti teljesítményt produkáltak. A budapesti bemutatkozás először nem volt sikeres (éppen egy Piramis-koncerttel egy időben léptek fel, így csak 178-an látták őket), de második nekifutásra már telt házas koncertet adtak. 

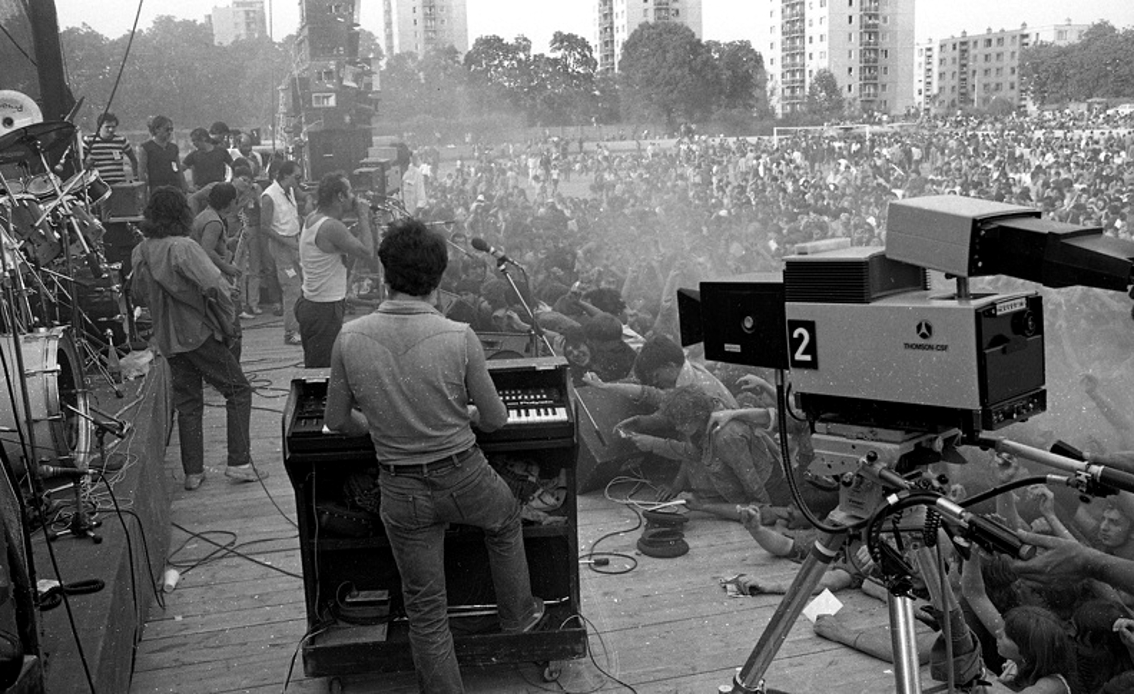
Az együttes a Jubileumi Rockfesztiválon a miskolci Népkerti sportpályán (1983)

Első nagylemezük 1980 májusában jelent meg, amely hatalmas siker lett, platinalemezes lett. A mai napig rendkívül népszerű, számai közül több sláger lett. Szerepeltek Almási Tamás "Ballagás" című filmjében, a második nagylemezük több száma filmzeneként is szolgált. A dorogi rockfesztiválon forgatták "A pártfogolt" című film egyes jeleneteit, melyben az Edda is kapott szerepet egy koncertbetét erejéig. A felállás stabilnak volt mondható, bár adódtak problémák. Először Barta Alfonz bevonulása katonának okozott problémákat, amit részben úgy hidaltak át, hogy készítettek olyan műsort is, ahol a dalokat áthangszerelték a billentyűkről gitárra. Ezután Zselencz László kapott ínhüvelygyulladást a kezének túlterhelése miatt, így több mint fél évig a korábbi basszusgitáros Róna György helyettesítette őt. Végül Csapó György fiatalkori hátsérülésének szövődményei lehetetlenítették el számára, hogy folytassa a dobolást, a helyére Fortuna László került. Az első nagylemez sikere után Platina Turnét tartottak, amelyen fúvósokkal színesítették a hangzásvilágot. Ekkor turnézott velük először többek között Gömöry Zsolt is, aki szaxofonon játszott. Az 1982-es MIDEM fesztiválra korlátozott példányszámban kiadták Bad / The Roamer kislemezüket, mely két, angol nyelven rögzített felvételt (Bad [Rossz állapot] és The Roamer [A hűtlen]) tartalmazott. A lemez Magyarországon nem került forgalomba. Megjelent egy magyar kislemez is, amin két daluk is helyet kapott ("1, 2, 3.... Start"), a "Micsoda komédia" és a "Vörös tigris".
1983-ban a zenekart belülről feszítő ellentétek odáig fajultak, hogy a tagok úgy döntöttek: befejezik a közös zenélést. A szakítás egyik oka az volt, hogy Pataky és Slamovits között nézetkülönbségek voltak a dalokkal kapcsolatosan: Pataky a slágeresebb vonalat szerette volna továbbvinni, amit a közönség is megkedvelt, míg Slamovits keményebb, a progresszív rock és a heavy metal sajátos ötvözetének tekinthető dalokat szeretett volna inkább játszani. Több új szám is íródott ekkoriban az új stílusban, melyek többnyire leszerepeltek, és csak bootleg koncertfelvételeken maradtak fenn, mert kikoptak a repertoárból. A gondokat tetézte, hogy harmadik nagylemezük anyagát a lemezgyár visszadobta, és egy szám kivételével ("Fekete élmény") az egészet újra kellett írni (később ezek a számok a Pataky–Slamovits lemezen megjelentek). A két zenész között a viszony elmérgesedett, és bár később többször is kibékültek, kapcsolatuk meglehetősen hűvösnek mondható. 1983. december 17-én Miskolcon tartottak egy búcsúkoncertet, melyről lemezfelvétel is készült, ezután ez a felállás már csak két nappal később, egy lekötött gyöngyösi koncerten lépett fel.

### Újrakezdés (1985–1993)
Pataky 1984-ben úgy döntött, hogy újraindítja az Eddát. Ehhez legelőször is tapasztalt zenészekkel kiutazott Norvégiába, ahol hónapokon keresztül „vendéglátóztak”, azaz egy szórakozóhelyen zenéltek, slágerzenét játszottak. A tempó feszített volt, nappal tanulták az új számokat, éjjel játszottak, de a régi Edda két megmaradt tagja, Pataky Attila és Fortuna László itt kezdték el kimunkálni az új hangzást. Eleinte ez egy billentyűcentrikus, slágeres hangzású zenekar volt, a folyamatosan cserélődő tagság tett hozzá a dalokhoz egy-egy dolgot, mire kimunkálódott minden. Kezdetben kizárólag Pataky és Fortuna alkották az együttest (így is tüntették fel őket az 1985-ös visszatérő koncertlemezen, mely igazából teljesen új számokból állt), a többiek kizárólag mint vendégzenészek szerepeltek. Ahogy a hangzás kiforrott, úgy rögzült, hogy nincs szükség két billentyűsre, így maradt Gömöry Zsolt, aki azóta is az Edda oszlopos tagja. A gitárosposzt véglegesítése ment a legnehezebben, az eredetileg is az erre a pozícióra kinézett Csillag Endre ugyanis megbízhatatlan volt, és egy időre eltűnt a zenekar környezetéből, addig pedig több zenészt is kipróbáltak, mígnem ő lett a végleges gitáros. Basszusgitáron Mirkovics Gábor játszott, ő viszonylag stabil pont lett. Mire minden tisztázódott volna, Fortuna egy súlyos betegség miatt egy ideig nem tudott játszani, ezért a helyére új dobost kellett keresni, akit végül Donászy Tiborban találtak meg.
Ez az felállás két lemezt ("Edda Művek 6.", "Változó idők"), és két kislemezt ("Edda Művek 7. előzetes kislemez", "D. Nagy Lajos - Pataky Attila") rögzített, továbbá szokatlan helyszíneken is játszottak: például a Lenin Kohászati Művek acélszerkezeti csarnokában, vagy épp a márianosztrai börtönben. Terveik között szerepelt, hogy Európában is turnéznak, ez a nyelvi akadályok miatt akkor még meghiúsult. 1987–88-ban ismét változott a felállás: Csillag és Mirkovics is külföldi nőt vett el feleségül, emiatt először Csillag disszidált (egy átmeneti időszakban a helyére került Alapi Istvánnal játszottak egy színpadon), majd 1988 elején Mirkovics is kikerült a zenekarból, helyére Pethő Gábor érkezett.
1990-ben jubileumi koncertet tartottak Miskolcon, ahol fellépett az aktuális felállás mellett a „bakancsos” Edda, sőt a legelső felállás is. Egy évvel később 1991-ben helycsere történt, miszerint Alapi István és Pethő Gábor kiléptek a csapatból és Kanadába mentek (állításuk szerint azért hozták meg ezt a döntést, mert ekkor még mindig ideiglenesnek érezték a helyüket, és attól féltek, hogy visszajönnek a régiek), ekkor csatlakozott a csapathoz Kicska László és Kun Péter, becenevén Kunos, előbbi a Subway Stúdió produckiós vezetője, utóbbi 1993 júliusában életét vesztette. Kun érkezésével a hangzás is keményedett, ugyanakkor éppen ebben az időszakban vettek fel egy unplugged anyagot a Magyar Televízió újonnan indított műsorában.
Kun Péter azonban mindössze alig több mint két évig volt a zenekar tagja. 1993. július 10-én tisztázatlan körülmények között, közúti balesetben vesztette életét, éppen a hagyományos agárdi Edda-tábor alatt. Temetése után a zenekar romokban hevert, a folytatás is kétségessé vált a gyász miatt. Végül Alapi István visszatérésével újra stabilizálódott a zenekar. Kun emlékére íródott a csak rendkívüli alkalmakkor felcsendülő "Lelkünkből".

### Ma (1993–)
1996-ban újabb helycsere történt, miszerint Hetényi Zoltán került Donászy Tibor helyére, azóta stabil a felállás. 1998-ban angol nyelvű albumot dobtak piacra (Fire and Rain). 1999-ben Pataky Attila szólókarrierbe is kezdett, melynek keretén belül mulatós nótákat, illetve világslágerek magyar feldolgozásait énekelte, melyek miatt sok kritikát, de elismerést is kapott.
A XXI. századba lépve a zenekar hangzása is megváltozott némiképp. Hangsúlyos motívum lett az Edda részéről a magyarságtudat, illetve az ősök tisztelete, ezt a 2003-as "Örökség", illetve a 2005-ös "Isten az úton" alapozták meg. Ettől az időtől kezdve lett erősebb Pataky politikai szerepvállalása is. A régi hagyomány, az ötévente a klasszikus felállással (is) megrendezett jubileumi koncert is megszűnt, miután a 2000-es Kisstadion-beli koncertet követően a régi tagok közül többen sem érezték úgy, hogy megfelelő bánásmódban részesülnek Pataky részéről. 2006-ban a Sláger Rádió támogatásával megjelent "A szerelem hullámhosszán", a legnagyobb Edda-balladák újrahangszerelt változatait tartalmazó válogatásalbum. Körülbelül 5 évig tartó ígérgetés után 2008-ban megjelent az "Amíg él, el nem felejti" című első Edda-DVD, majd 2009-ben az "Átok és áldás" című album. Eközben Pataky is kiadta "Bor, szex, rock and roll... és lélek" című önéletrajzi könyvét.
A 2010-es években is több kiadvány jelent meg az együttestől: koncertfelvételek, új albumok, és a 40. évfordulót is egy nagy koncerttel ünnepelte az együttes; továbbá 2020-ban "Edda Művek Retro" néven kizárólag régi számokból álló műsort mutattak be. 2021-ben jelent meg az utolsónak szánt "A hírvivő" című nagylemez, de ez nem azt jelenti, hogy új dalokat a továbbiakban nem adnak ki, pusztán csak annyit, hogy nagylemez-formátumban már nem.
2022 augusztusában újabb helycsere történt, miszerint a turné közepén a felvidéki Benkó Ákos került Hetényi Zoltán helyére, Pataky Hevesi Tamás podcastjében elárulta hogy a tagcserére Hetényi Zoltán hosszú gyógykezelése miatt került sor és sok sikert kíván neki a gyógyulásban.

## Elismerések
- Popmeccs: az év énekese Pataky Attila (1980)
- Pop-Meccs: az év együttese (1980)
- Pop-Meccs: az év nagylemeze az Edda Művek 1. (1980)
- eMeRTon-díj (1986)
- Fonogram-díj jelölt: Edda Művek 1988-1998 1999-es Fonogram díj átadása
- Fonogram-díj jelölt: Örökség (2004)
- Fonogram Életműdíj (2024)

## Tagok

### „Ős”-Edda
- Zsiga Zoltán (ének) 1973
- Fodor Attila (ének) 1973–1974
- Darázs István (billentyűs hangszerek) 1973–74 (Griff)
- Pataky Attila (ének, később zenekarvezető) 1974-től
- Halász József (zenekarvezető, dob) 1973–1974
- Szepcsik József (dob) 1974–1977
- Ferenczi Zoltán (szólógitár) 1973–1975
- Beély Katalin (basszusgitár) 1973–1975
- Fancsik Zoltán (billentyűs hangszerek) 1974–1975
- Deák Ákos (billentyűs hangszerek) 1975
- Aranyosi György (billentyűs hangszerek) 1975–1977

### Bakancsos Edda Művek
| Időszak   | Tagok | Vendégzenészek | Kiadványok |
| --------- | --- | --- | --- |
| 1977–1978 | - Pataky Attila – ének - Darázs István – ének - Slamovits István – gitár, ének - Róna György – basszusgitár - Barta Alfonz – billentyűs hangszerek - Csapó György – dob, ütőhangszerek     | | nem készült felvétel |
| 1978      | - Pataky Attila – ének - Darázs István – ének - Slamovits István – gitár, ének - Zselencz László – basszusgitár - Barta Alfonz – billentyűs hangszerek - Csapó György – dob, ütőhangszerek | | nem készült felvétel |
| 1978–1982 | - Pataky Attila – ének - Slamovits István – gitár, ének - Zselencz László – basszusgitár - Barta Alfonz – billentyűs hangszerek - Csapó György – dob, ütőhangszerek                        | | - 1-2. album - 1979-es koncertkislemez - angol kislemez - Ballagás filmzene és kislemez - Egy nap rock (Barta Alfonz nélkül) |
| 1982–1983 | - Pataky Attila – ének - Slamovits István – gitár, ének - Zselencz László – basszusgitár - Barta Alfonz – billentyűs hangszerek - Fortuna László – dob, ütőhangszerek                      | - Róna György – basszusgitár (1982 tavasz, koncertek) - Kegye János – szafoxon, fúvós hangszerek (1982, Platina turné – 1983, koncertek és stúdió) - Gömöry Zsolt – fúvós hangszerek (1982, Platina turné) - Kincses György – fúvós hangszerek (1982, Platina turné) | - 1,2,3... Start (Róna Györggyel) - 3. album (Zselencz Lászlóval)                                                            |
| 1983      | - Pataky Attila – ének - Slamovits István – gitár, ének - Zselencz László – basszusgitár - Fortuna László – dob, ütőhangszerek                                                             | - Gay Tamás – billentyűs hangszerek - Kegye János – szaxofon, fúvós hangszerek | - 4. album - Kölyköd voltam film                                                                                             |

### Új Edda Művek
| Időszak             | Tagok | Vendégzenészek | Kiadványok |
| ------------------- | --- | --- | --- |
| 1985 tavasz–nyár    | - Pataky Attila – ének - Fortuna László – dob, ütőhangszerek, vokál | - Mohai Tamás – gitár (kezdeti próbák) - Szénich János – gitár (koncertek, tavasz) - Gellért Tibor - gitár (koncertek,5.album) - Csillag Endre – gitár (koncertek, nyár) - Mirkovics Gábor – basszusgitár (koncertek, 5. album), vokál - Gömöry Zsolt – billentyűs hangszerek, vokál (koncertek, 5. album) - Béres Ferenc – billentyűs hangszerek (koncertek, 5. album) - Tátrai Tibor – gitár (koncertek, 5. album) | - 5. album |
| 1985–1986           | - Pataky Attila – ének - Csillag Endre – gitár - Mirkovics Gábor – basszusgitár - Gömöry Zsolt – billentyűs hangszerek, vokál - Hirleman Bertalan – dob, ütőhangszerek                    | | - Pataky - D. Nagy kislemez |
| 1986 nyara          | - Pataky Attila – ének - Csillag Endre – gitár - Mirkovics Gábor – basszusgitár - Gömöry Zsolt – billentyűs hangszerek, vokál                                                             | - Raus Ferenc – dob, ütőhangszerek (koncertek) - Papp Tamás – dob, ütőhangszerek (stúdió) | - 6. album |
| 1986–1987           | - Pataky Attila – ének - Csillag Endre – gitár - Mirkovics Gábor – basszusgitár - Gömöry Zsolt – billentyűs hangszerek, vokál - Donászy Tibor – dob, ütőhangszerek                        | | - a 7. album előzetes kislemeze |
| 1987–1988           | - Pataky Attila – ének - Csillag Endre – gitár - Alapi István – gitár - Mirkovics Gábor – basszusgitár - Gömöry Zsolt – billentyűs hangszerek, vokál - Donászy Tibor – dob, ütőhangszerek | | |
| 1988–1991           | - Pataky Attila – ének - Alapi István – gitár, vokál - Pethő Gábor – basszusgitár, vokál - Gömöry Zsolt – billentyűs hangszerek, vokál - Donászy Tibor – dob, ütőhangszerek               | - Slamovits István – gitár (Pataky–Slamovits lemez 1988) | - 7-12. albumok - PeCsa 1988, VHS |
| 1991. április–május | - Pataky Attila – ének - Kun Péter – gitár - Gömöry Zsolt – billentyűs hangszerek, vokál - Donászy Tibor – dob, ütőhangszerek                                                             | - Makovics Dénes – basszusgitár (koncertek) | |
| 1991–1993           | - Pataky Attila – ének - Kun Péter – gitár - Kicska László – basszusgitár - Gömöry Zsolt – billentyűs hangszerek, vokál - Donászy Tibor – dob, ütőhangszerek                              | | - 13., 15. album - 14. album új felvételei - 16. album unplugged része - Edda-tábor VHS |
| 1993–1996           | - Pataky Attila – ének - Alapi István – gitár, vokál - Kicska László – basszusgitár - Gömöry Zsolt – billentyűs hangszerek, vokál - Donászy Tibor – dob, ütőhangszerek                    | | - 16. album: Lelkünkből - 17., 19. album - 18. album új felvételei - Hazatérsz kislemez - Elvarázsolt Edda-dalok - 15 éves jubileumi koncert VHS                                                                              |
| 1996–2022           | - Pataky Attila – ének - Alapi István – gitár, vokál - Kicska László – basszusgitár - Gömöry Zsolt – billentyűs hangszerek, vokál - Hetényi Zoltán – dob, ütőhangszerek                   | - Balázs Nándor - billentyűs hangszerek (Gömöry Zsoltot helyettesítette betegség miatt 2017. június 7.-én Sepsiszentgyörgyön) - Németh-Szabó Tamás - dob, ütőhangszerek (Hetényi Zoltánt helyettesítette a 2018 végi koncerteken betegség miatt) - Benkó Ákos — dob, ütőhangszerek (Hetényi Zoltánt helyettesíti a 2022-es turné közepe óta meg nem nevezett egészségügyi problémák miatt).                          | - albumok 20.-tól - Aréna 2007 DVD - Edda Művek: 40 év rock (2015. április 11.) DVD - Edda Művek: 44 év (2018. március 10.) DVD+CD - Edda Művek: Retro (2020. március 7.) DVD - Edda Művek: Retro II (2021. december 28.) DVD |
| 2022-               | - Pataky Attila - Alapi István - Kicska László - Gömöry Zsolt - Benkó Ákos | | |

### Korábbi tagok vendégszereplései
- 1983-ban a miskolci búcsúkoncerten egy-egy dal erejéig színpadra lépett Darázs István, Csapó György és Róna György.
- 1988-ban a Petőfi Csarnokban Slamovits István és Zselencz László is játszottak (a VHS-re nem kerültek fel ezek a dalok). A gyémántlemez-átadáson rajtuk kívül Csapó György is részt vett, ő azonban egészségi állapota miatt nem zenélt.
- 1988-ban Slamovits Istvánnal készült a Pataky-Slamovits album.
- 1990-ben Miskolcon és a Kisstadionban a 10 éves jubileumi koncertek elején az 1974-es felállás játszott: Pataky Attila, Beély Katalin, Ferenczi Zoltán, Fancsik Zoltán (az elhunyt Halász József helyett az aktuális felállás dobosa, Donászy játszott), majd volt egy blokkja a „Bakancsos” néven emlegetett 1978–82 közötti felállásnak is: Pataky, Slamovits, Zselencz, Barta, Csapó, mellettük vendégszerepelt Darázs István is.
- 1995-ben a BS-ben a 15 éves jubileumi koncerten öt dal erejéig Slamovits és Zselencz is játszottak (ebből három hallható a CD-n), egy dalban Barta is csatlakozott hozzájuk (nem került a CD-re).
- 2000-ben a Kisstadionban a 20 éves jubileumi koncerten a 10 évvel korábbihoz hasonlóan volt egy blokkja az 1978–82-es felállásnak, az aktuális felállás blokkjában pedig Csillag Endre és Donászy Tibor is felléptek.
- 2001-ben a Petőfi Csarnokban egy dal erejéig játszott Pethő Gábor.
- 2004-ben a „miskolci időszámítás” szerinti 30 éves jubileumi koncerten Zselencz László is játszott (az eredeti tervek szerint Fortuna László is fellépett volna, de egyéb elfoglaltságai miatt nem tudott elmenni).
- 2008-ban a Petőfi Csarnokban Csillag Endre pengette a gitárt a „Gyere őrült” és a „Veled vagyok” alatt.
- 2024-ben a jubileumi miskolci és budapesti koncerteken, valamint a nyári turné alatt néhány koncert erejéig Ferenczi Zoltán gitározott, a zenekar legelső saját szerzeményeiben.

## Diszkográfia
Az albumokat típusuk szerint csoportosítva közöljük, az együttes viszont a sorszámozásnál mindet figyelembe veszi, a koncertfelvételeket és a válogatásokat is. Ezeket a sorszámokat a cím után zárójelben tüntetjük fel (kivéve, ha az albumcím eleve tartalmazza).

### Kislemezek, maxik
- 1979 – Minden sarkon álltam már / Álom (koncertfelvétel, Várkert Bazár)
- 1981 – Ballagás (Kölyköd voltam / Néma völgy)
- 1982 – Bad / The Roamer
- 1986 – Pataky Attila és D. Nagy Lajos kislemez
- 1987 – Fohász / Megmondtam
- 1995 – Hazatérsz (közös maxi a Mester és tanítványaival)
- 1999 – Ez más (Háromszor / Nekem nem kell más)
- 2016 – Piros-Fehér-Zöld - Futballinduló Pest megyéből (tematikus maxi)

### Stúdióalbumok
- 1980 – Edda Művek 1.
- 1981 – Edda Művek 2.
- 1983 – Edda Művek 3.
- 1986 – Edda Művek 6.
- 1988 – Változó idők (7.)
- 1988 – Pataky-Slamovits (9.)[17] – utólag számolták be
- 1989 – Szaga van! (8.)
- 1990 – Győzni fogunk (10.)
- 1991 – Szélvihar (12.)
- 1992 – Edda Művek 13.
- 1993 – Elveszett illúziók (15.)
- 1994 – Sziklaszív (17.)
- 1997 – Edda 20.
- 1999 – Nekem nem kell más (24.)
- 2003 – Örökség (26.)
- 2005 – Isten az úton (27.)
- 2009 – Átok és áldás (30.)
- 2012 – Inog a világ (31.)
- 2015 – A sólyom népe (32.)
- 2018 – Dalok a testnek, dalok a léleknek (33., 34. dupla album)
- 2021 – A hírvivő (35., utolsó album)

### Angol nyelvű stúdióalbum
- 1998 – Fire and Rain (22.)

### Koncertalbumok
- 1984 – Viszlát Edda! (4.)
- 1985 – Edda Művek 5.
- 1992 – Az Edda két arca – Koncert (14.)
- 1994 – Lelkünkből (16.)
- 1995 – 15. születésnap (19.)
- 2018 – Edda Művek. 44 év – a 2018-as Aréna koncert hanganyagának egy része, az azonos című DVD melléklete.

### Válogatásalbumok és újra felvett anyagok
- 1990 – Best of Edda 1980–1990 (11.)
- 1992 – Az Edda két arca – Lyrák (14.)
- 1994 – Edda Karaoke[18] (25.) - utólag számolták be
- 1995 – Edda Blues (18.)
- 1997 – Lírák II. (21.)
- 1998 – Best of Edda 1988–1998 (23.)
- 2005 – Platina (28.)
- 2006 – A szerelem hullámhosszán (29.)
- 2015 – Kölyköd voltam (34.) - utólag számolták be

### Egyéb albumok
- 1982 – 1. 2. 3… Start (közös koncertalbum a P. Box-szal és a Karthagóval, a kazettaváltozaton GM49 és Rolls is szerepel)
- 1996 – Elvarázsolt Edda-dalok (Edda-feldolgozások más előadóktól + egy új dal)
- 2005 – Sláger Rádió Megaparty (közös koncertalbum Hevesi Tamással, Charlie-val, a Bikinivel, a Republic-kal és az R-GO-val)

### Videóklipek
Az együttes alábbi dalaiból készültek videóklipek:
- Keselyű (1981)
- Torony (1981)
- Hűtlen (1981)
- Fohász (karácsonyi szöveggel) (1987)
- Fohász (2. klip verzió) (1988)
- Fohász (3. klipp verzió) (1988)
- Lisztománia (1987)
- Engedjetek saját utamon (1988)
- Ég a házunk (1988)
- House on Fire (Ég a házunk) (1988)
- Amikor még (1988)
- Ünnep (1988)
- Szeretem a gyerekeket (1989)
- Mi vagyunk a rock (1989)
- Győzni fogunk (1990)
- Ördögi kör (1991)
- Crazy Feeling (Ördögi kör) (1991)
- Szélvihar (1991)
- Nincs visszaút (1992)
- Újra láttalak (1992)
- November Rain (1992)
- Szellemvilág (1992)
- Ma minden más (1992)
- Akitől minden szép (1993)
- Elérlek egyszer (1993)
- Lelkünkből (1994)
- Egyedül Blues (1995)
- Sziklaszív (1995)
- Hazatérsz (km. Mester Tamás) (1996)
- Te talán megértesz (1997)
- Csak bírd ki (2005)
- Ott várj rám (2011)
- Állj mellém (2015)
- Erdély felé (2016)
- Piros,fehér,zöld (2016)
- Karácsony (2017)
- Ima (2017)
- A hírvivő (2018)

## Filmográfia
- Ballagás - a filmben több Edda-dal elhangzik, az egyik jelenet az együttes koncertjén játszódik
- Egy nap rock - koncert-dokumentumfilm az 1981-ben a Hajógyári szigeten tartott fesztiválról, melyen az Edda is játszott
- A pártfogolt - az egyik jelenet az együttes koncertjén játszódik az 1981-es Dorogi Rockfesztiválon a Változás című dalt adják elő
- Roxinpad KeK - 03.10.1981 koncert
- Kölyköd voltam - dokumentumfilm az 1983-as feloszlásról
- Koncert tűzközelben – az 1986-ban a diósgyőri Diósgyőri Acélművekben tartott koncert felvétele, MTV adta
- Edda a Petőfi Csarnokban 1988. június - VHS
- Unplugged koncert - az MTV adta, hanganyaga felkerült a Lelkünkből albumra
- Edda-tábor - VHS az 1994-es agárdi koncertről
- 15. születésnap - VHS (rövidebb anyag, mint a dupla CD), egy hosszabb,nyers verzió is kering belőle az interneten.
- 20 éves jubileumi koncert, Kisstadion - az MTV adta két részben
- Sláger Rádió Megaparty - egyéb előadókkal közös DVD a 2005-ös Sláger Rádiós koncertről
- Amíg él, el nem felejti - DVD a 2007-es Papp László Sportarénabeli koncertről
- Edda művek - Turné 2010 - 30 év együtt Veletek-koncert DVD a 30 éves jubileumi turnéról (2011)
- Edda Művek - 40 év rock - koncert DVD a 2015 április 11.-ei, a Papp László Budapest Sportarénában adott koncertről (2017).
- Edda Művek - 44 év- koncert DVD a 2018. március 10.-ei a Papp László Budapest Sportarénában adott koncertről (2018). 2019-ben a Duna TV kétrészes válogatást sugárzott belőle.
- Edda Művek - RETRO koncert DVD a 2020. március 7.-ei a Papp László Budapest Sportarénában adott koncertről (2021).
- Edda Művek - RETRO II koncert DVD a 2021. december 28.-ai a Papp László Budapest Sportarénában adott koncertről (2022).

## Könyvek az Eddáról
- Riskó Géza: Edda Művek, Miskolc (Ifjúsági Lap- és Könyvkiadó, 1984) ISBN 963-422-571-3
- Riskó Géza: Vasrock (Közgazdasági és Jogi Könyvkiadó, 1987) ISBN 963-222-036-6
- Pataky Attila: Bor, szex, rock and roll... és lélek (Pataky Management, 2007) ISBN 978-963-06-3463-2
- Karizs Tamás - Pataky Attila: Edda Művek - Mi vagyunk a rock (Pataky Management, 2016) ISBN 599-988-0306-188

## Kapcsolódó együttesek
- Zártosztály – 2012-ben Csillag Endre, Mirkovics Gábor és Donászy Tibor hozták létre ezt a formációt, a nyolcvanas évek közepi Edda felidézésére. Énekesük az Irigy Hónaljmirigyből ismert Sipos Péter lett, billentyűs hangszereken Lázár Zsigmond játszik (eredetileg Gömöry Zsoltot akarták billentyűsnek, de az Eddából nem engedték). 2015-ben Barta Alfonz, 2016-ban pedig Zselencz László játszott velük egy-egy koncert erejéig. 2017-ben Donászy Tibort a doboknál a korábban az Edda Műveket szintén megjárt Hirleman Bertalan helyettesítette, majd 2018-ban véglegesen ő váltotta a poszton. A 2017-es két nyári nagykoncerten (Budapest, Miskolc) pedig Barta Alfonz és Zselencz László mellett ugyancsak vendégként lépett fel a bakancsos Edda két dobosa, Csapó György és Fortuna László, a volt basszusgitáros Róna György, valamint a korábbi énekes, Darázs István is. A 2018-as koncerteken Zselencz László, Darázs István, Csapó György és Fortuna László játszott a csapattal. 2018 őszén Sipos Pétert Schrott Péter váltotta. A 2019-es miskolci koncerten  újra együtt játszottak a formációval a bakancsos felállás tagjai (Zselencz László, Barta Alfonz, Fortuna László, Csapó György). A zenekar jelenlegi felállása: Kiss Zoltán (ének), Csillag Endre (gitár), Mirkovics Gábor (basszusgitár), Donászy Tibor (dob), Lázár Zsigmond (billentyűs hangszerek)